# Michał Kusiak (polityk)
Michał Kusiak (ur. 28 września 1907, zm. 28 maja 1970) – działacz polityczny, członek KPP i PZPR.

## Życiorys
Michał Kusiak urodził się w Bogumiłowicach jako syn Franciszka Kusiaka, małorolnego chłopa. Po ukończeniu szkoły powszechnej pomagał ojcu i starszemu rodzeństwu w pracy na gospodarstwie. W 82 pułku piechoty w Brześciu nad Bugiem w latach 1929–1930 odbył służbę wojskową podczas której uzyskał stopień kaprala. W 1930 roku należał do koła Związku Młodzieży Wiejskiej „Wici”, a rok później był w Bogumiłowicach współorganizatorem Koła Myśli Wolnej, które organizacyjnie było podległe Polskiemu Związkowi Myśli Wolnej. Koło znalazło się, bowiem pod wpływami członków Komunistycznej Partii Polski, a władze administracyjne zorientowały się w działalności jaką prowadziło i je rozwiązało. Michał Kusiak od członków KPP otrzymywał zadania stając się pomału sympatykiem tej partii, a lata te były prawdopodobnie okresem przygotowawczym do przyjęcia go w szeregi partii.
W 1933 roku wspólnie z Czesławem Domagałą w Bogumiłowicach zorganizował komórkę KPP i został po kilku miesiącach jej sekretarzem. Uczestnicząc w działalności Związku Młodzieży Wiejskiej „Wici” i jednocześnie prowadząc nielegalną działalność komunisty pozwoliło mu to na zorganizowanie kilku następnych komórek KPP w swej okolicy. Wkrótce został w Sulmierzycach (powiat radomski) członkiem Komitetu Gminnego, a później Komitetu Międzygminnego KPP. W Radomsku w 1934 roku został członkiem Komitetu Powiatowego, więc w obu przypadkach powierzono mu funkcję technika, który nielegalnie kolportował prasę, ulotki oraz inne materiały KPP. Działając nielegalnie nadal był bez pracy, więc w 1934 roku członkowie KPP pomogli mu uzyskać pracę w Związku Zawodowym Małorolnych, gdzie pracował jako instruktor rolny na powiat radomski. Pełniąc taką funkcję mógł działać wśród chłopów biednych i małorolnych, a legalna praca ułatwiała mu prowadzenie aktywnej działalności nielegalnej w szeregach KPP. W sierpniu 1936 roku za działalność polityczną został aresztowany i wywieziony do Miejsca Odosobnienia w Berezie Kartuskiej, gdzie przebywał ponad 9 miesięcy.
W maju 1937 roku powrócił z Berezy Kartuskiej i przystąpił wraz z innymi do odbudowy organizacji KPP, którą rozbito w wyniku aresztowań i działał w jej szeregach aż do jej rozwiązania w 1933 roku. Za udział w antypodatkowych wystąpieniach chłopskich Okręgowy Sąd w Piotrkowie Trybunalskim skazał go na rok więzienia z zawieszeniem. Po wybuchu II wojny światowej został zmobilizowany do wojska, a następnie dostał się do niewoli niemieckiej i przebywał w obozach jenieckich w Norymberdze i Limburgu. W 1945 roku został wyzwolony i 11 października 1945 roku powrócił do kraju, gdzie wstąpił w szeregi Polskiej Partii Robotniczej. Następnie pojechał do Warszawy, gdzie oddał się do dyspozycji Komitetu Centralnego PPR. Jako doświadczony działacz ruchu robotniczego został przez władze partyjne skierowany na Ziemie Odzyskane do Wrocławia, gdzie 25 listopada 1945 roku objął stanowisko kierownika Wydziału Rolnego w Komitecie Wojewódzkim PPR. Od stycznia 1946 do 19 maja 1946 roku przebywał w Centralnej Szkole PPR w Łodzi na czteromiesięcznym kursie. Na tym samym stanowisku pracował do sierpnia 1950 roku, a we wrześniu tegoż roku został skierowany na Dwuletnią Szkołę Partyjną przy Komitecie Centralnym Polskiej Zjednoczonej Partii Robotniczej, którą ukończył 31 lipca 1952 roku. Powołany został na sekretarza Warszawskiego Komitetu Wojewódzkiego PZPR i nadal był odpowiedzialny za sprawy rolne. Komitet Wojewódzki PZPR w Zielonej Górze 15 kwietnia 1955 roku powołał go na stanowisko sekretarza i powierzył mu sprawy rolne wsi lubuskiej. Jego działalność związano od tego czasu z historią partii na ziemi lubuskiej. 17 lutego 1967 roku został przewodniczącym Wojewódzkiej Komisji Kontroli Partyjnej, a stanowisko to pełnił do chwili śmierci.
W 1968 roku na V Zjeździe PZPR został wybrany członkiem Centralnej Komisji Kontroli Partyjnej. Zmarł 28 maju 1970 roku.

## Ordery i odznaczenia[4]
- Krzyż Komandorski Orderu Odrodzenia Polski,
- Order Sztandaru Pracy I klasy,
- Order Sztandaru Pracy II klasy,
- Odznaka Honorowa „Za zasługi w rozwoju województwa zielonogórskiego”.